# Кудашево (Учалинский район)
Куда́шево (баш. Ҡоҙаш) — деревня в Учалинском районе Башкортостана России, входит в состав Имангуловского сельсовета.

## Географическое положение
Расстояние до:
- районного центра (Учалы): 20 км,
- центра сельсовета (Имангулово): 12 км,
- ближайшей железнодорожной станции (Учалы): 29 км.

## Население
| 2002 | 2009 | 2010 |
| ---- | ---- | ---- |
| 366  | ↗443 | ↘377 |

### Национальный состав
Согласно переписи 2002 года, преобладающая национальность — башкиры (99 %).

## Религия
В деревне есть мечеть.

## Достопримечательности
На территории деревни, на берегу реки Урал находится памятник архитектуры Кодашевские курганы.  Объект культурного наследия № 0301016000